# 郭用賓
郭用賓（16世紀—17世紀），號星陽，廣東廣州府龍門縣南門人，明朝政治人物。

## 生平
郭用賓是萬曆二十二年（1594年）甲午科廣東鄉試舉人，四十三年（1615年）授寧德知縣，有清廉名聲，致仕回鄉後倡導後學，聽其講課而成材者眾，生平正直不阿，非義不取，周濟貧民不曾吝惜，人們都敬愛他。

## 引用
1. 1 2  民國《龍門縣志·卷九·縣民志五》：郭用賓，號星陽，南門人，善屬文，萬厯甲午舉於鄉，授福建寧德知縣，以清廉著聲，致仕歸，倡率後學，講課文藝藉其裁成者甚眾，生平正直不阿，非義不取，周濟貧乏無所吝惜，人皆愛而敬之。 舊志